# Sergio Gallardo
Sergio Gallardo (* 22. März 1979 in Ponferrada) ist ein ehemaliger spanischer Mittelstreckenläufer, der sich auf die 1500-Meter-Distanz spezialisiert hat. Seinen größten Erfolg feierte er mit dem Gewinn der Silbermedaille bei den Halleneuropameisterschaften 2007 in Birmingham.

## Karriere
Erste Erfahrungen bei internationalen Meisterschaften sammelte Sergio Gallardo im Jahr 1998, als er bei den Juniorenweltmeisterschaften in Annecy mit 1:51,32 min in der ersten Runde im 800-Meter-Lauf ausschied. Im Dezember wurde er bei den Crosslauf-Europameisterschaften in Ferrara in 17:44 min 37. im Juniorenrennen. 2000 gewann er bei den Ibero-Amerikanischen Meisterschaften in Rio de Janeiro in 1:48,85 min die Bronzemedaille über 800 Meter hinter den Brasilianern Hudson de Souza und Márcio de Oliveira. Im Jahr darauf gewann er bei den U23-Europameisterschaften in Amsterdam in 3:39,50 min die Bronzemedaille im 1500-Meter-Lauf hinter dem Deutschen Wolfram Müller und Iwan Heschko aus der Ukraine, ehe er bei der Sommer-Universiade in Peking in 3:44,91 min den fünften Platz belegte. 2002 kam er bei den Halleneuropameisterschaften in Wien mit 3:43,67 min nicht über den Vorlauf hinaus und belegte anschließend bei den Ibero-Amerikanischen Meisterschaften in Guatemala-Stadt in 1:47,73 min den fünften Platz über 800 Meter. Bei den Crosslauf-Weltmeisterschaften 2003 in Lausanne wurde er nach 11:48 min 34. im Kurzrennen und im Jahr darauf belegte er bei den Hallenweltmeisterschaften in Budapest in 7:58,96 min den sechsten Platz im 3000-Meter-Lauf. Kurz darauf erreichte er bei den Crosslauf-WM in Brüssel nach 13:12 min den 113. Platz über die Kurzdistanz. Im August siegte er dann in 3:37,34 min über 1500 Meter bei den Ibero-Amerikanischen Meisterschaften in Huelva. 2005 belegte er bei den Mittelmeerspielen in Almería in 3:45,95 min den vierten Platz und im Jahr darauf wurde er bei den Hallenweltmeisterschaften in Moskau in 3:43,77 min Fünfter. Im August klassierte er sich bei den Europameisterschaften in Göteborg mit 3:41,24 min ebenfalls auf dem fünften Platz. 2007 gewann er bei den Halleneuropameisterschaften in Birmingham in 3:44,51 min die Silbermedaille hinter seinem Landsmann Juan Carlos Higuero und gelangte im Sommer bei den Weltmeisterschaften in Osaka mit 3:37,03 min im Finale auf den zwölften Platz. 2010 beendete er seine aktive sportliche Karriere und versuchte sich 2012 an einem einjährigen Comeback. Nach seiner aktiven Karriere war er in der Stadtpolitik seiner Heimatstadt Ponferrada aktiv. Dort war er für die Independiente agrupados de Ponferrada gewähltes Mitglied im Stadtrat und war dort für die Bereiche Sport und Jugend zuständig. In seiner Amtszeit war er zudem Vorsitzender der Sportstiftung, die für die Organisation der Straßenradsport-Weltmeisterschaften 2014 zuständig war.
2006 wurde Gallardo spanischer Hallenmeister im 3000-Meter-Lauf.

## Persönliche Bestzeiten
- 800 Meter: 1:46,65 min, 7. Juli 2001 in Madrid
  - 800 Meter (Halle): 1:48,12 min, 23. Februar 2002 in Valencia
- 1500 Meter: 3:33,43 min, 13. Juli 2007 in Rom
  - 1500 Meter (Halle): 3:37,47 min, 24. Februar 2007 in Piräus
- Meile: 3:52,85 min, 15. Juni 2007 in Oslo
- 3000 Meter: 7:44,15 min, 7. Juni 2005 in Huelva
  - 3000 Meter (Halle): 7:48,27 min, 5. März 2004 in Budapest